# Jock Stein
Jock Stein (ur. 5 października 1922, zm. 10 września 1985) – szkocki piłkarz występujący na pozycji środkowego obrońcy, a następnie trener piłkarski, uważany za jednego z najlepszych w swoim fachu w historii szkockiej piłki – obok Billa Shankly’ego, sir Aleksa Fergusona i sir Matta Busby’ego. Jako menedżer wywalczył Puchar Europy, jedenaście tytułów Mistrza Szkocji, jedenaście Pucharów Szkocji oraz sześć Pucharów Ligi Szkockiej.

## Kariera piłkarska
Stein w 1937 roku opuścił Greenfield School w Hamilton i przez krótki czas pracował w fabryce dywanów, a następnie pracował w kopalni jako górnik. W roku 1938 rozpoczął treningi w młodzieżowym klubie Blantyre Victoria. Po czterech latach, w roku 1942, rozpoczął zawodową karierę w Albion Rovers, nadal łącząc grę w piłkę z pracą w kopalni. W 1943 roku został wypożyczony do Dundee United, a po powrocie, w roku 1948 wywalczył z Albion Rovers awans do First Division.
W 1950 roku Stein trafił do walijskiego Llonelli Town, gdzie zarabiał 12 funtów tygodniowo. W Walii spędził jednak zaledwie rok, bowiem z tęsknoty za pozostawioną w Szkocji żoną i młodą córeczką chciał za wszelką cenę powrócić do ojczyzny. Z pomocną dłonią przyszedł wówczas Steinowi Celtic Glasgow, który za 1200 funtów wykupił go z walijskiego klubu.
Po transferze do Celticu Stein został odesłany do rezerw, ale plaga kontuzji w zespole spowodowała, że środkowy obrońca wszedł do podstawowego składu. Już po roku został wicekapitanem Celticu, a gdy ówczesny kapitan Sean Fallon złamał rękę, Stein przejął opaskę na stałe i nosił ją aż do 1956 roku, kiedy to z powodu przewlekłych kłopotów z kostką zakończył piłkarską karierę.

## Kariera trenerska
Po ukończeniu kariery zawodniczej Stein pozostał w Celticu jako trener drużyn: juniorskiej i rezerw.

### Dunfermline Athletic
W 1960 roku został menedżerem Dunfermline Athletic i w ciągu zaledwie sześciu tygodniu uratował The Pars przed spadkiem z ligi. Sezon później triumfował w rozgrywkach Pucharu Szkocji, pokonując w finale Celtic 2:0.

### Hibernian
Z początkiem kwietnia 1964 roku został menedżerem Hibernianu. W stolicy pracował zaledwie rok, ale już na początku swojej przygody zdołał triumfować w rozgrywkach Summer Cup.

### Celtic Glasgow
9 marca 1965 roku Stein powrócił do Glasgow, tym razem w roli szkoleniowca, stając się tym samym pierwszym niekatolickim menedżerem w historii Celticu. W ciągu zaledwie sześciu tygodni przełamał trwającą osiem lat niemoc Celtów, którzy od 1958 roku nie zdobyli żadnego trofeum. Pierwszym sukcesem Steina był triumf w Pucharze Szkocji, gdzie w finale Celtic pokonał Dunfermline 3:2. Rok później Celtic odzyskał tytuł Mistrza Szkocji, na który czekał od 1954 roku, oraz doszedł do półfinału Pucharu Zdobywców Pucharów, gdzie został wyeliminowany przez Liverpool FC.

### Złota era
Bez wątpienia najlepszym okresem zarówno dla Jocka Steina, jak i dla Celticu, był sezon 1966/67. Wówczas to dowodzony przez Steina Celtic wywalczył poczwórną koronę, triumfując w rozgrywkach ligi szkockiej, Pucharu Szkocji, Pucharu Ligi Szkockiej i Pucharu Europy. Pokonując w Lizbonie Inter Mediolan 2:1 Celtic stał się pierwszym klubem, nie tylko szkockim, ale i brytyjskim, który wywalczył miano najlepszej drużyny Starego Kontynentu oraz pierwszym klubem z północy Europy, który sięgnął po to trofeum. Należy podkreślić, że Stein osiągnął historyczny sukces drużyną składającą się wyłącznie ze Szkotów, na dodatek urodzonych w promieniu 40 kilometrów od centrum Glasgow. Po lizbońskim triumfie Bill Shankly wypowiedział słynne już zdanie: „Jock, teraz jesteś nieśmiertelny”.
W roku 1968 Celtic ze Steinem na ławce triumfował w rozgrywkach ligowych oraz w Pucharze Ligi Szkockiej, a sezon później wywalczył potrójną koronę – drugą w przeciągu zaledwie trzech lat. W 1970 roku Stein ponownie doprowadził Celtic do zwycięstwa w lidze i Pucharze Ligi oraz do finałów Pucharu Szkocji (porażka 1:3 z Aberdeen FC) oraz finału Pucharu Europy, gdzie tym razem Celtic okazał się gorszy od Feyenoordu Rotterdam (1:2).
W tym samym roku został odznaczonym Orderem Imperium Brytyjskiego.
W 1975 roku Stein miał bardzo groźny wypadek samochodowy, w którym omal nie zginął. W sezonie 1975/76 obowiązki menedżera pełnił w Celticu Sean Fallon, Stein powrócił do pracy na początku kolejnych rozgrywek.

### Leeds United i reprezentacja Szkocji
W 1978 roku rozstał się z Celtikiem i po krótkim okresie bezrobocia został menedżerem Leeds United. Jednak na Elland Road przebywał zaledwie 45 dni, bowiem zdecydował się na przyjęcie propozycji szkockiej federacji.
Stein wprowadził Szkocję do Mistrzostw Świata w roku 1982 w Hiszpanii. Jego zespół pokonał Nową Zelandię 5:2, uległ Brazylii 1:4 i zremisował ze Związkiem Radzieckim 2:2, w wyniku czego zajął trzecie miejsce w grupie – ustępując ZSRR tylko niekorzystnym bilansem bramkowym – i powrócił do domu.
10 września 1985 roku, w trakcie meczu eliminacji do Mistrzostw Świata w Meksyku z Walią na Ninian Park, Jock Stein zmarł na zawał serca w wieku 62 lat. W roli selekcjonera reprezentacji zastąpił go Alex Ferguson, którego na początku eliminacji Stein mianował swoim asystentem.

## Sukcesy
- Puchar Europy (1)
- Mistrzostwo Szkocji (11)
- Puchar Szkocji (11)
- Puchar Ligi Szkockiej (6)
- Summer Cup (1)